# Louis Leterrier
Louis Leterrier, född 17 juni 1973 i Paris, är en fransk filmregissör och producent. Han är känd för att ha regisserat den andra Transporter-filmen, Transporter 2 (2005), The Incredible Hulk (2008) och den tionde Fast & Furious-filmen, Fast X (2023). Han kommer även att regissera den sistnämnda filmens uppföljare, Fast X: Part 2, som beräknas ha biopremiär i april 2025.
I maj 2022 tillkännagav Louis Leterrier att han skulle regissera Fast X, den tionde delen i Fast & Furious-serien. I april 2023 blev det klart att Leterrier även skulle regissera den elfte filmen, under titeln Fast X: Part 2.

## Filmografi (i urval)

### Regi
- 2005 – Unleashed
- 2005 – Transporter 2
- 2008 – The Incredible Hulk
- 2010 – Clash of the Titans
- 2013 – Now You See Me
- 2016 – Grimsby
- 2019 – The Dark Crystal: Age of Resistance (TV-serie)
- 2021 – Lupin (TV-serie)
- 2022 – The Takedown
- 2023 – Fast X
- 2025 – Fast X: Part 2

### Producent
- 2012 – Wrath of the Titans (exekutiv producent)
- 2016 – Now You See Me: The Second Act (exekutiv producent)
- 2019 – The Dark Crystal: Age of Resistance (TV-serie) (exekutiv producent)
- 2023 – Strays

### Skådespelare
- 2002 – Asterix & Obelix: Uppdrag Kleopatra
- 2010 – Clash of the Titans